# Kersti Merilaas
Kersti Merilaas   (Narva, 7 de desembre de 1913 - Tallinn, 8 de març de 1986) nom al néixer i fins a 1935 Eugenia Moorberg, fou una poetessa i traductora estoniana. També va escriure poesia i prosa per a infants, així com obres de teatre.

## Biografia
Kersti Merilaas va néixer poc abans de l'esclat de la Primera Guerra Mundial. Va passar la seva primera infància a Sant Petersburg. El 1917, la seva mare, Anna Moorberg, va tornar a Estònia amb els seus dos fills a causa de la crisi revolucionària a Rússia. De 1921 a 1927 va assistir a l'escola a Kiltsi, després a Väike-Maarja i a Rakvere. El 1934 es va graduar de l'institut a Tapa. Després de l'escola, es va guanyar la vida amb diverses feines per tot Estònia.
Kersti Merilaas es va casar amb l'escriptor i traductor estonià August Sang el 1936. Un dels seus fills és el poeta Joel Sang (1950).
Des del 1936, Kersti Merilaas va viure a Tartu, on va treballar com a bibliotecària. Després d'alguns poemes de joventut, el 1927, a partir de 1935 va publicar sovint poemes a la revista de la Unió d'Escriptors d'Estònia, Looming. Ella i el seu marit van pertànyer al grup literari Arbujad. El 1938 es va fer coneguda amb la seva primera antologia de poesia, Maantee tuuled ("Vents a l'autopista"). La seva exploració lírica de l'amor i la natura va ser particularment ben rebuda. El 1938 es va afiliar a la Unió d'Escriptors d'Estònia i va treballar com a autora independent.
Després de l'ocupació soviètica d'Estònia el 1944, va caure en descrèdit davant les autoritats per presumpte "nacionalisme burgès". El 1950 va ser expulsada de la Unió d'Escriptors Soviètics d'Estònia. Durant aquest temps es va dedicar a escriure literatura infantil. No va ser fins els 1960 que va poder desenvolupar-se de nou amb certa llibertat sota la censura soviètica.
En aquesta època es publicaren Rannapääsuke ("Oreneta", 1962) i Kevadised koplid ("Prats de primavera", 1966), així com l'antologia Kuukressid ("Creixent de lluna", 1969). La seva darrera antologia, Antud ja võetud ("Donat i pres", 1981), ocupa un lloc especial en la seva producció i en la poesia estoniana, amb la seva contemplació de la vida passada i els temes de la vida, la mort, la pèrdua de l'estimat, així com el fer-se gran i la soledat, tot entreteixit amb records i nostàlgia. També el tema de la vellesa i la vida viscuda apareixen en l'obra de teatre Kaks viimast rida ("Les dues darreres files", 1973). També va escriure una obra teatral infantil Pilli-Tiidu (1977).
A més de poesia i prosa, Kersti Merilaas va escriure llibrets per a tres òperes de Gustav Ernesaks i va ser traductora de l'alemany, entre d'altres. les obres de Brecht, Lichtenberg i Goethe.
Va morir a Tallinn.